# Mamadee

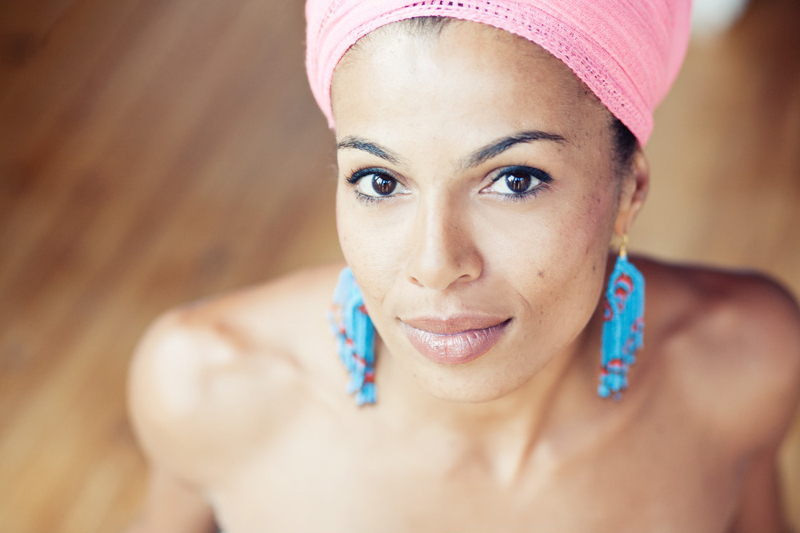
Mamadee, Juni 2012

Mamadee (* 12. September 1979 in Dresden als Mamadee Wappler) ist eine deutsche Reggae-Sängerin und Songwriterin.

## Familie
Mamadee wuchs als Tochter eines Afrikaners aus Sierra Leone und einer deutschen Mutter in der Nähe von Zwickau auf. Mittlerweile lebt sie in Köln.

## Musik

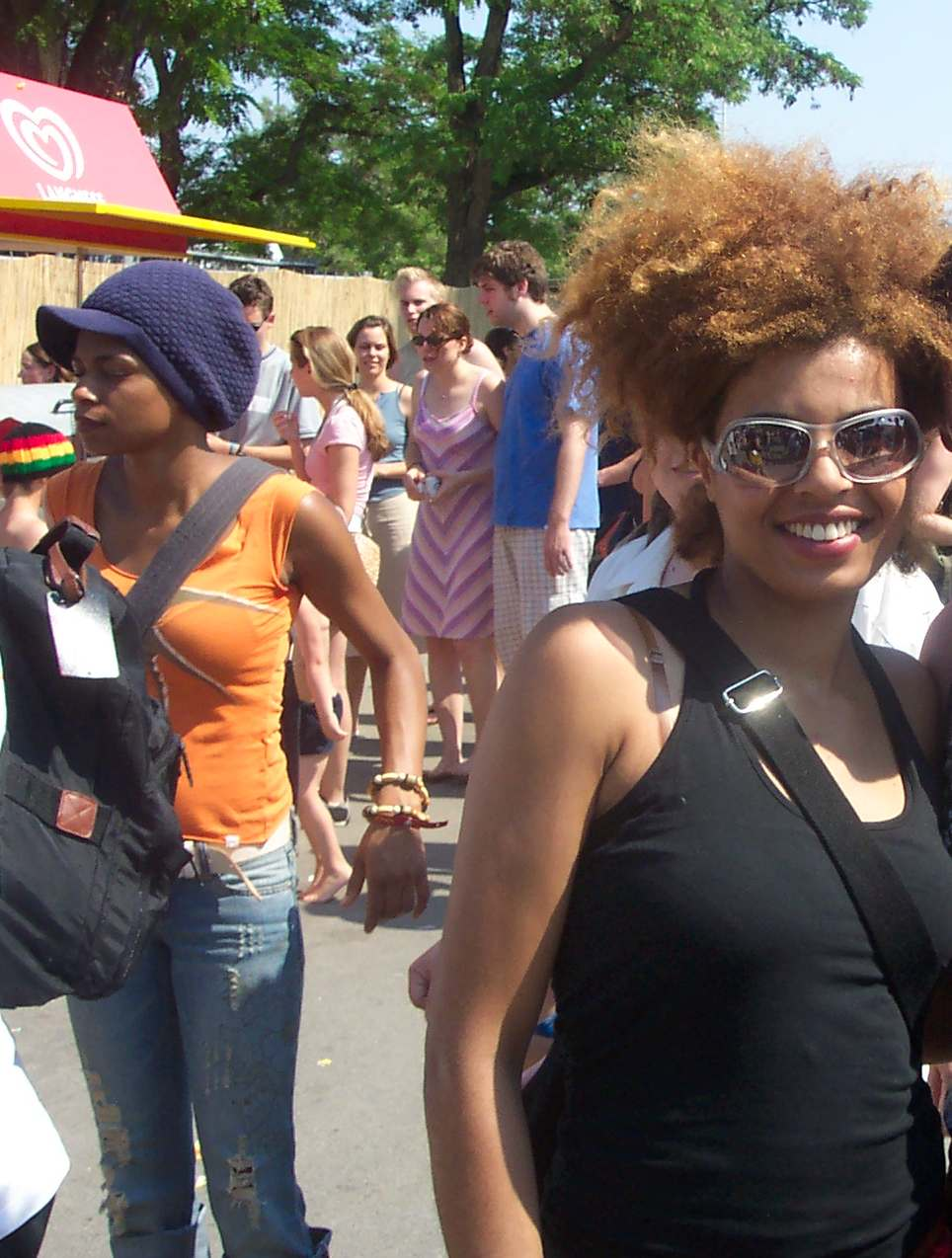
Mamadee (im Hintergrund die amerikanische Soul- und Reggaesängerin Tamika) auf dem Africa Festival in Würzburg. (2005)

Mit ihrem Lied „Farbgesetz“ wurde Mamadee im Jahr 2000 Mitglied bei den Sisters Keepers, mittlerweile gehört sie dort zum Vorstand. Seit ihrer Deutschlandtour im Jahr 2002 begleitet sie Gentleman als Backgroundsängerin. Auf dem Album „Gentleman And The Far East Band Live“ ist auch ihr Song „Good Days“, welchen sie zusammen mit ihrer Kollegin Tamika geschrieben und gesungen hat, zu finden.
Außerdem wirkte sie auf diversen Alben anderer Künstler, wie Mellow Mark oder Seeed, mit.
Mamadee macht nicht ausschließlich Reggae, sondern unter anderem auch Jazz, Gospel oder Soul. Im Jahr 2004 kam ihre erste eigene EP „Lass los“ auf den Markt. Mit diesem Song trat sie mit Gentleman beim Bundesvision Song Contest 2005 für das Bundesland Nordrhein-Westfalen an, wo sie zusammen insgesamt 10 Punkte erreichte und sich dadurch mit Sandy Mölling, die für Rheinland-Pfalz antrat, den 15. und somit letzten Platz teilen musste. Ihre CDs erscheinen bei dem Label Bushhouse Records.

## Filmdokumentation
Anfang Februar 2007 lief die Dokumentation „Yes I Am“ in einigen deutschen Kinos an, in der Mamadee, neben Adé Bantu und D-Flame, porträtiert wird. Der Film zeigt den Weg von den in Deutschland geborenen, afro-deutschen Künstlern und die Umstände, mit denen sie aufgrund ihrer Hautfarbe konfrontiert sind und waren.

## Diskografie
- Turtle Bay Country Club: Kein Leichter Weg (mit den Singles „Baby“ und „Kein leichter Weg“)
- Brothers Keepers: Lightkultur (mit der Sisters-Keepers-Single „Liebe & Verstand“, 2001)
- Mellow Mark: Sturm („Babies“ feat. Mamadee, 2003)
- Gentleman & The Far East Band: Live (CD, DVD) (Backgroundsängerin; mit dem Song „Good Days“, 2003)
- Seeed: Musik Monks („What You Deserve Is What You Get“ & „Double Soul“ feat. Mamadee, 2004)
- Lass Los (EP, 2005)
- Good Days (Album mit Tamika, 2008)
- Africa Is Calling (Single feat. Ky-Mani Marley, 2011)
- Beautiful Soul (Album, 2013)

## Belege
1. ↑  Chartquellen: DE1 DE2
2. ↑  Reggae Artists With Birthday In September. In: slapweh.com. 8. Juni 2019, abgerufen am 26. September 2020 (englisch).
3. ↑  MAMADEE. Kompass, Das Stadtmagazin für Zwickau, Vogtland und Erzgebirge, 1. Januar 2014, abgerufen am 3. Januar 2014.
4. ↑  http://www.brotherskeepers.org/film_mamadee.php

| Personendaten    | Personendaten                             |
| ---------------- | ----------------------------------------- |
| NAME             | Mamadee                                   |
| ALTERNATIVNAMEN  | Wappler, Mamadee (Geburtsname)            |
| KURZBESCHREIBUNG | deutsche Reggae-Sängerin und Songwriterin |
| GEBURTSDATUM     | 12. September 1979                        |
| GEBURTSORT       | Dresden                                   |